# Neoperla rigidipenis
Neoperla rigidipenis är en bäcksländeart som beskrevs av Peter Zwick 1983. Neoperla rigidipenis ingår i släktet Neoperla och familjen jättebäcksländor. Inga underarter finns listade i Catalogue of Life.